# 斯塔里 (布良斯克州)
斯塔里（羅馬化：Starʹ）是俄罗斯布良斯克州的市级镇，属佳季科沃区，在州府布良斯克西北方。
该地2021年人口有4,228人；2010年人口5,003；2002年人口5,096；1989年人口5,663。